# Christian Reiher

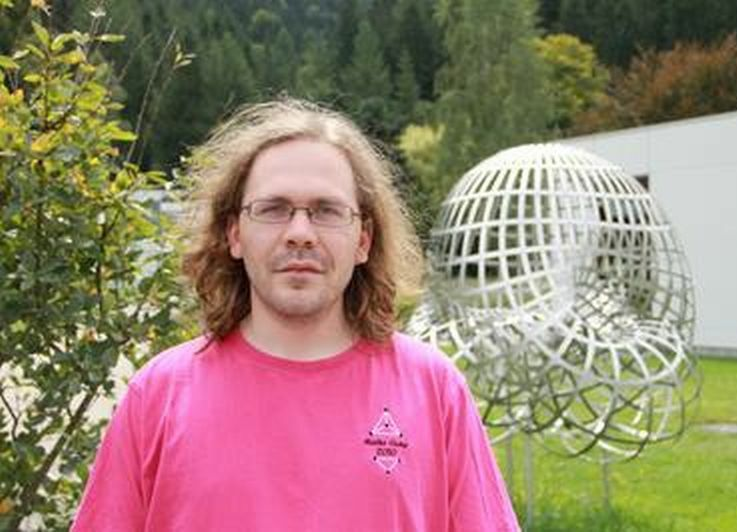
Christian Reiher 2012

Christian Reiher  (* 19. April 1984 in Starnberg) ist ein deutscher Mathematiker.
Reiher gewann 2000 bis 2003 viermal hintereinander eine Goldmedaille auf der Internationalen Mathematikolympiade. Damit ist er aktuell der fünfterfolgreichste Teilnehmer. Er studierte an der Ludwig-Maximilians-Universität München, war ein Jahr Gaststudent an der Oxford University und wurde 2010 an der Universität Rostock bei Hans-Dietrich Gronau promoviert (A proof of the theorem according to which every prime number possesses property B). 2011 trat er eine Juniorprofessur an der Universität Hamburg an, wo er seitdem arbeitet.
2003 bewies er die Kemnitz-Vermutung: Sei S die Menge von {\displaystyle 4n-3} Gitterpunkten in der Ebene zu einer natürlichen Zahl {\displaystyle n}, dann existiert eine Untermenge {\displaystyle T} von {\displaystyle S} mit {\displaystyle n} Punkten, sodass deren Zentroid auch ein Gitterpunkt ist.
Die Vermutung von Kemnitz verallgemeinert einen Satz von Erdős, Ginzburg und Ziv (1961) im eindimensionalen Fall (Jede Menge von {\displaystyle 2n-1} ganzen Zahlen hat eine Untermenge mit n ganzen Zahlen deren Mittelwert eine ganze Zahl ist). Eine andere Formulierung der Vermutung von Kemnitz fragt nach {\displaystyle f(n,k)}, der kleinsten Zahl {\displaystyle f}, sodass jede Menge von {\displaystyle f} Gitterpunkten im k-dimensionalen euklidischen Raum eine Untermenge S der Kardinalität {\displaystyle n} enthält, sodass die Summe der Elemente von S durch {\displaystyle n} teilbar ist. Dann ist nach Erdös u. a. {\displaystyle f(n,1)=2n-1} und nach der Vermutung von Kemnitz {\displaystyle f(n,2)=4n-3}.
Reiher benutzte für seinen Beweis den Satz von Chevalley und Warning.
2017 erhielt er den European Prize in Combinatorics insbesondere für seine Lösung der Kemnitz-Vermutung und das Cliquen-Dichte-Problem von Lovász-Simonovits. Die Cliquen-Dichte-Vermutung von László Lovász und Miklós Simonovits wurde von Reiher 2016 bewiesen nach Teilergebnissen von Razborov ({\displaystyle r=3}) und Vladimir Nikoforov ({\displaystyle r=4}). Der Satz baut auf dem Satz von Turán der extremalen Graphentheorie auf, der eine Aussage über die Mindestanzahl von Kanten macht, die ein Graph mit gegebener Knotenzahl haben muss, damit die Existenz einer {\displaystyle r}-Clique sichergestellt ist. Lovasz und Simonovits vermuteten in den 1970er Jahren, dass für ein {\displaystyle r\geq 3} ein Graph mit n Knoten und mindestens {\displaystyle \gamma n^{2}} Kanten ({\displaystyle \gamma \in [0,{\frac {1}{2}})}) asymptotisch mindestens {\displaystyle F_{r}(\gamma )n^{r}+O(n^{r-2})} {\displaystyle r}-Cliquen enthält mit einer Konstanten {\displaystyle F_{r}(\gamma )}. Weiter vermuteten sie, dass der bezüglich dieses Problems extremale Graph durch den vollständigen multipartiten Graphen mit dieser Kanten- und Knotenzahl gegeben ist, in dem alle Partitionsklassen gleich groß sind bis eventuell auf eine, die kleiner sein kann.